# Nikola Sarcevic
Nikola Sarcevic (Örebro, 9 luglio 1974) è un cantante svedese, bassista e fondatore (assieme a Mathias Färm e Erik Ohlsson) della punk rock band Millencolin.
A questi ultimi si aggiunse successivamente Fredrik Larzon.
Figlio di immigrati jugoslavi provenienti da Belgrado (all'epoca era ancora Jugoslavia), Nikola cresce con la passione per lo skate e per la musica; la musica, appunto, diventerà il suo lavoro.
Ha pubblicato due album solisti: "Lock-Sport-Krock" (2004) e "Roll roll and flee" (2006). Questi album sono composti da canzoni che, come genere, si discostano molto da quello che suona abitualmente con i Millencolin. Nel secondo album ha avuto una svolta ulteriore avvicinandosi, in certe canzoni, al blues.
Attualmente vive a Göteborg con la moglie Lisa.
Nel 2003 suo fratello maggiore Miodrag è scomparso ed è stato ritrovato deceduto quattro anni dopo. Nell'album "Lock-Sport-Krock" sono presenti alcune canzoni dedicate a lui.

## Discografia solista
- 2004 - Lock-Sport-Krock
- 2006 - Roll Roll and Flee
- 2010 - Nikola & Fattiglapparna
- 2013 - Freedom to Roam